# Megalomyrmex miri
Megalomyrmex miri (лат.) — вид муравьёв рода Megalomyrmex из подсемейства мирмицины (Myrmicinae, Solenopsidini). Центральная Америка: Коста-Рика.

## Описание
Мелкие муравьи (около 3 мм) жёлтого цвета, гладкие и блестящие. Ширина головы (HW) 0,43-0,46 мм, длина головы (HL) 0,49-0,54 мм, длина скапуса усика (SL) 0,45-0,49 мм.
Усики 12-члениковые с булавой из 3 сегментов. Формула нижнечелюстных и нижнегубных щупиков щупиков — 3,2. Жвалы с несколькими зубцами (обычно 5-6). Жало развито. Стебелёк между грудкой и брюшком состоит из двух члеников: петиоля и постпетиоля. Заднегрудка без проподеальных зубцов.
Биология не исследована. Некоторые другие виды рода известны как специализированные социальные паразиты муравьёв-листорезов Attini, в гнёздах которых обитают и питаются в грибных садах вида-хозяина. Вид был впервые описан в 1990 году бразильским мирмекологом Карлосом Роберто Ф. Брандао (Dr. Carlos Roberto F. Brandão; Museu de Zoologia da Universidade de São Paulo, Сан-Пауло, Бразилия). Таксон включён в видовую группу Megalomyrmex pusillus-group вместе с видами M. drifti, M. incisus, M. gnomus, M. myops, M. pusillus.